# Будинок домашнього страхування
Будинок домашнього страхування (англ. Home Insurance Building) — перший хмарочос світу. Збудований у 1885 році в Чикаго, США, зруйнований у 1931 році. Висота будинку становила 42 метри, 10 поверхів, в 1890 році було добудовано ще два поверхи і його висота склала 55 метрів. Він був першим будинком світу вищим п'яти поверхів.
При будівництві цього будинку вперше були використані стальні конструкції, проте більшість його структури складалося з чавуну та ковкого заліза. Також це перший високий будинок, де був використаний вогнестійкий металевий каркас. Проте слід зазначити, що вогнестійкий каркас було використано на 88 років раніше при будівництві Ditherington Flax Mill в Шрусбері, Шропшір, Англія в 1796 році, цей будинок і досі існує. Будинок важив лише третину від ваги кам'яної будівлі, це викликало стурбованість влади Чикаго настільки, що вони хотіли зупинити будівництво. Home Insurance Building є прикладом Чиказької архітектурної школи.
У фоє будинку Банку Америки (раніше Field Building, потім Lasalle Bank Building), на місці котрого раніше стояв Home Insurance Building міститься дошка з написом:
|  | Ця частина Field Building споруджена на місці Home Insurance Building, який, спроектований та збудований тисяча вісімсот вісімдесят четвертого року Вільямом ЛеБароном Дженні, був першим хмарочосом, який реалізував базовий принцип дизайну, відомий як каркасна конструкція, і, маючи значний вплив на прийняття цього принципу, був справжнім батьком хмарочосів. 1932Оригінальний текст (англ.) This section of the Field Building is erected on the site of the Home Insurance Building which structure, designed and built in eighteen hundred and eighty four by the late William LeBaron Jenney, was the first high building to utilize as the basic principle of its design the method known as skeleton construction and, being a primal influence in the acceptance of this principle was the true father of the skyscraper, 1932 |